# Niccolò I Sanudo
Niccolò I Sanudo (... – 1341) fu il quinto duca del Ducato di Nasso dal 1323..

## Biografia
Niccolò I Sanudo era il figlio di Guglielmo I Sanudo. Nel 1323 successe al padre al trono del Ducato di Nasso.
Partecipò alla battaglia di Almyros del 15 marzo 1311 sotto il comando di Gualtieri V di Brienne, Duca di Atene, e fu uno dei pochi cavalieri a sopravvivere.
Il suo successore fu il fratello Giovanni I Sanudo